# 比利马克区

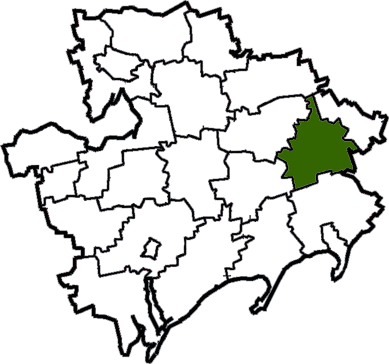
撤销前比利马克区在扎波羅熱州的位置

比利马克区（烏克蘭語：Більмацький район），2016年前名为古比雪韦区（烏克蘭語：Куйбишевський район），是烏克蘭東南部扎波羅熱州的一個旧區，行政中心为比利马克，面積1,300平方公里，2013年人口23,354，人口密度每平方公里18.0人。
该区在2020年7月18日的乌克兰行政区划改革中被撤销，改革后扎波羅熱州下分为5个区，比利马克区合并至波洛希區。